# 아래가로막동맥
아래가로막동맥(inferior phrenic arteries) 또는 하횡격동맥(下橫膈動脈)은 가로막에 혈액을 공급하는 한 쌍의 작은 동맥이다. 시작하는 곳에 변이가 많다.

## 구조
아래가로막동맥은 열두째 등뼈(T12)와 둘째 허리뼈(L2) 사이에서 보통 일어난다. 복강동맥 바로 위쪽의 대동맥 앞쪽에서 양쪽 아래가로막동맥이 따로 일어나기도 하고, 우선 대동맥이나 복강동맥에서 하나의 동맥으로 나온 뒤에 양쪽 아래가로막동맥이 갈라지기도 한다. 간혹 한쪽은 대동맥에서, 한쪽은 콩팥동맥에서 나오기도 한다.

### 가지
가로막다리를 가로지르며 서로 갈라진 아래가로막동맥은 위가쪽으로 비스듬하게 가로막다리 아랫면을 따라 주행한다.
- 왼쪽 동맥은 식도 뒤쪽을 지나가 식도구멍 왼쪽에서 앞쪽으로 나아간다.
- 오른쪽 동맥은 아래대정맥 뒤쪽을 지나가 대정맥구멍의 오른쪽을 따라간다.

중심널힘줄의 뒤쪽에서 양쪽 동맥은 안쪽가지와 가쪽가지로 나누어진다.
- 안쪽가지는 앞으로 휘어 반대쪽 안쪽가지, 근육가로막동맥, 심장가로막동맥과 문합한다.
- 가쪽가지는 가슴 측면으로 가서 아래쪽 갈비사이동맥, 근육가로막동맥과 문합한다. 오른쪽 아래가로막동맥의 가쪽가지는 아래대정맥으로, 왼쪽 아래가로막동맥의 가쪽가지는 식도로 약간의 가지를 낸다.

## 기능
아래가로막동맥은 가로막에 혈액을 공급한다. 양쪽 아래가로막동맥 모두 각각 부신으로 위부신동맥을 낸다. 지라와 간 역시 각각 왼쪽과 오른쪽 아래가로막동맥으로부터 약간의 잔가지들을 받는다.

## 참고 문헌
이 문서는 현재 퍼블릭 도메인에 속하는 그레이 해부학 제20판(1918) page 612의 내용을 기초로 작성된 글이 포함되어 있습니다.
1. 1 2 3 4 5  Akhilandeswari, B.; Ranganath, Priya (2013년 6월 1일). “Variations in the source of origin of inferior phrenic artery: a cadaveric study”. 《Journal of the Anatomical Society of India》 (영어) 62 (1): 6–9. doi:10.1016/S0003-2778(13)80004-4. ISSN 0003-2778.
2. 1 2 3 4 5  Loukas, Marios; Hullett, Joel; Wagner, Teresa (2005). “Clinical anatomy of the inferior phrenic artery”. 《Clinical Anatomy》 (영어) 18 (5): 357–365. doi:10.1002/ca.20112. ISSN 1098-2353. PMID 15971218. S2CID 21224204.
3. ↑  Hiwatashi, Akio; Yoshida, Kisaku (September 2003). “The origin of right inferior phrenic artery on multidetector row helical CT”. 《Clinical Imaging》 27 (5): 298–303. doi:10.1016/s0899-7071(02)00553-3. ISSN 0899-7071. PMID 12932678.